# 6.25 특별기획 문제작 시리즈
6.25 특별기획 문제작 시리즈는 문화방송에서 1986년 6월 23일부터 1986년 6월 26일까지 6.25 특집 드라마로, 6.25 전쟁을 직접 참여했던 세대, 당시 유년세대들의 체험, 전후 세대 등을 대표한 작품을 골고루 엮어 6.25를 조감한 시리즈이다.

## 시리즈 목록
| 회차  | 제목       | 원작   | 극본   | 연출   | 방송 기간       | 방송 횟수 | 비고 |
| ----- | ---------- | ------ | ------ | ------ | --------------- | --------- | ---- |
| 제1화 | 승패       | 선우휘 | 노경식 | 정문수 | 1986년 6월 23일 | 단편작    |      |
| 제2화 | 시사회     | 조선작 | 장선우 | 선우완 | 1986년 6월 24일 | 단편작    |      |
| 제3화 | 일부변경선 | 김성옥 | 김준일 | 장수봉 | 1986년 6월 25일 | 단편작    |      |
| 제4화 | 달궁       | 문순태 | 김상열 | 고석만 | 1986년 6월 26일 | 단편작    |      |